# Завизов
Завизов (укр. Завизів) — село в Острожской городской общине Ровненского района Ровненской области Украины.
До 2020 года входило в Острожский район.
Расположено на правом берегу реки Горынь (приток Припяти).
Население по переписи 2001 года составляло 267 человек. Почтовый индекс — 35811. Телефонный код — 3654. Код КОАТУУ — 5624280802.